# George Gyles
George Frederick Gyles (ur. 17 listopada 1877 w Londynie, zm. 5 lutego 1959 w Vancouver) – kanadyjski żeglarz sportowy, medalista olimpijski.
Podczas letnich igrzysk olimpijskich w Los Angeles (1932) zdobył, wspólnie z Ronaldem Maitlandem, Ernestem Cribbem, Harrym Jonesem, Peterem Gordonem i Hubertem Wallace’em, srebrny medal w żeglarskiej klasie 8 metrów.
Urodzony w londyńskiej dzielnicy Camberwell George Gyles, członek Royal Vancouver Yacht Club, został wybrany do reprezentowania Kanady na olimpiadzie w 1932. Pomimo porażki we wszystkich czterech wyścigach, Kanadyjczycy zdobyli srebrne medale, ponieważ w klasie 8 metrów rywalizowały tylko dwie drużyny (drugą była reprezentacja Stanów Zjednoczonych). Gyles był mocno związany z Royal Vancouver Yacht Club przez większość swojego życia i służył w klubie jako komandor w latach w 1922–1923, 1927–1928 oraz 1940–1941. Został honorowym, dożywotnim członkiem klubu w 1953. Zawodowo pracował jako księgowy i był prezesem stowarzyszenia biegłych sądowych Kolumbii Brytyjskiej (Chartered Professional Accountants of British Columbia) w latach 1937–1938.